# Augochlora obscuriceps
Augochlora obscuriceps är en biart som beskrevs av Heinrich Friese 1925. Augochlora obscuriceps ingår i släktet Augochlora och familjen vägbin. Inga underarter finns listade.